# Antilopí kaňon
Antilopí kaňon (anglicky Antelope Canyon) je nejnavštěvovanější štěrbinový kaňon na jihozápadě Spojených států. Skládá se z Horního Antilopího kaňonu (anglicky Upper Antelope Canyon) a Dolního Antilopího kaňonu (anglicky Lower Antelope Canyon) a nachází se v blízkosti města Page v Arizoně. Poblíž se nachází Antelope Creek, potok s délkou asi 30 km.
Antilopí kaňony se nachází v blízkosti jezera Powell. Místy jsou v kaňonech umístěny žebříky, protože některé části jsou neschůdné. Pokud jsou předpovídány deště, je zakázána návštěva kaňonů kvůli možným povodním. V roce 1997 při potopě v Dolním Antilopím kaňonu zahynulo jedenáct turistů. Oba kaňony jsou přístupné pouze prostřednictvím placených prohlídek s průvodcem.